# ФК Ганз МАВАГ

ФК Ганз МАВАГ (мађ. Ganz-MÁVAG SE), је био мађарски фудбалски клуб . Седиште клуба је било у Јожефварошу, Будимпешта, Мађарска. Боје клуба су плава и црвена. 

## Историјат клуба
ФК Ганз МАВАГ  је основан 1903. године. ФК Ганц је дебитовао у првој мађарској лиги у сезони 1905. и крај сезоне је дочекао као једaнаести.

## Историјат имена
- 1903–1921 Ганзђари СЕ − Ganzgyári SE (Ganz-gyári Labdarúgó Kör)
- 1921–1945 Ганз−ђари торна еђешилет − Ganz-gyári Torna Egyesület
- 1945 Ганз ВТСЕ − Ganz VTSE
- 1945–1950 Ганз−ђари торна еђешилет Ganz-gyári Torna Egyesület
- 1950–1951 Ганз Вашаш − Ganz Vasas
- 1951–1956 Вашаш Ганзвагон СК − Vasas Ganzvagon SK
- 1956–1957 Ганз ТЕ − Ganz TE
- 1957–1958 Ганзвагон − Ganzvagon TE
- 1958–1959 Вашаш Ганзвагон − Vasas Ganzvagon
- 1949–? Ганз МАВАГ Вашаш СЕ − Ganz MÁVAG Vasas SE
- ?–1988 Ганз МАВАГ СЕ − Ganz MÁVAG SE